# Navistar International
Navistar International Corporation (NYSE: NAV) es la empresa matriz de International Truck and Engine Corporation, una compañía que produce camiones (marca International), motores diesel y piezas (MaxxForce) y autobuses escolares (IC Corporation).

## Galería

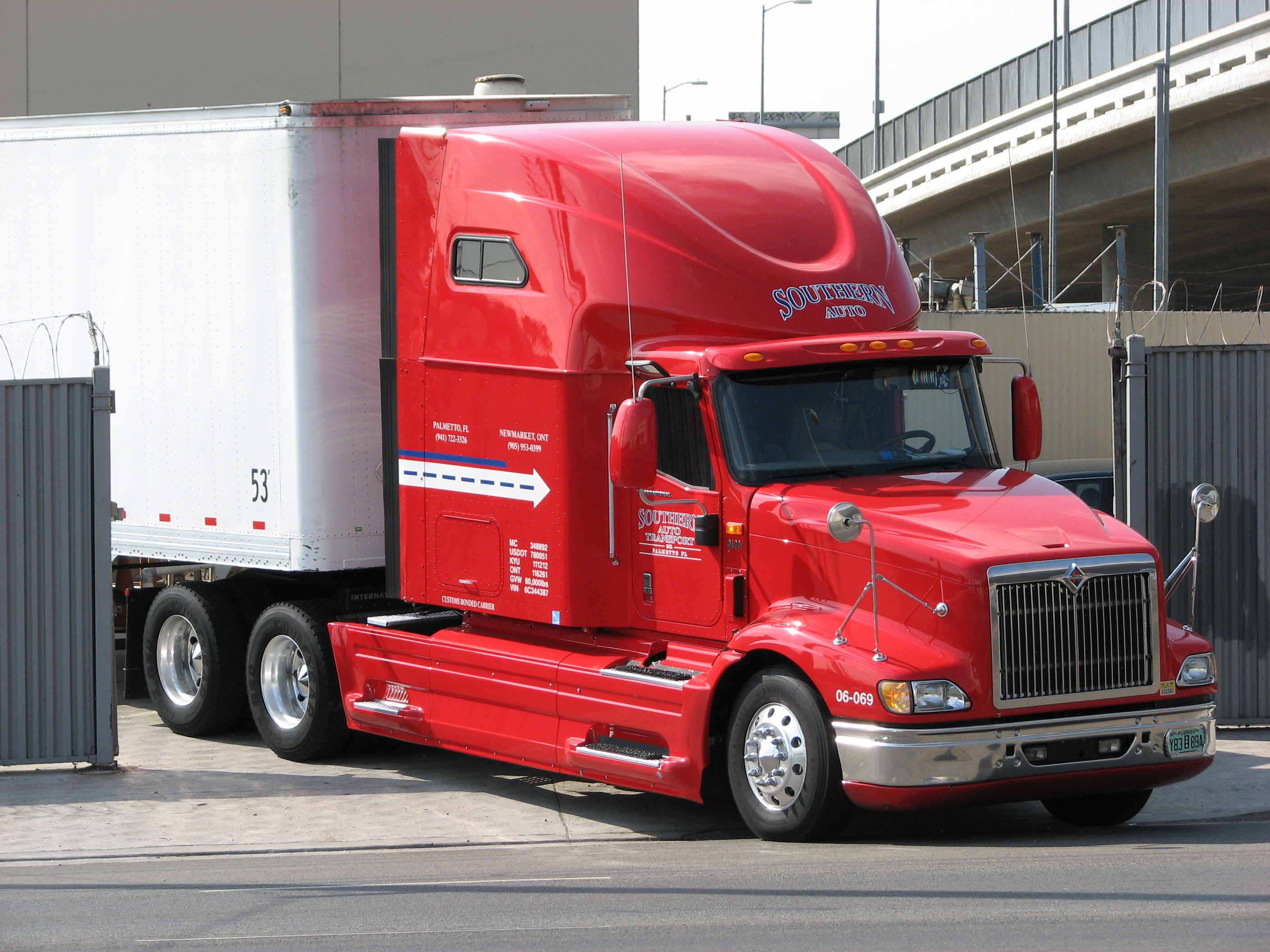
Navistar-International
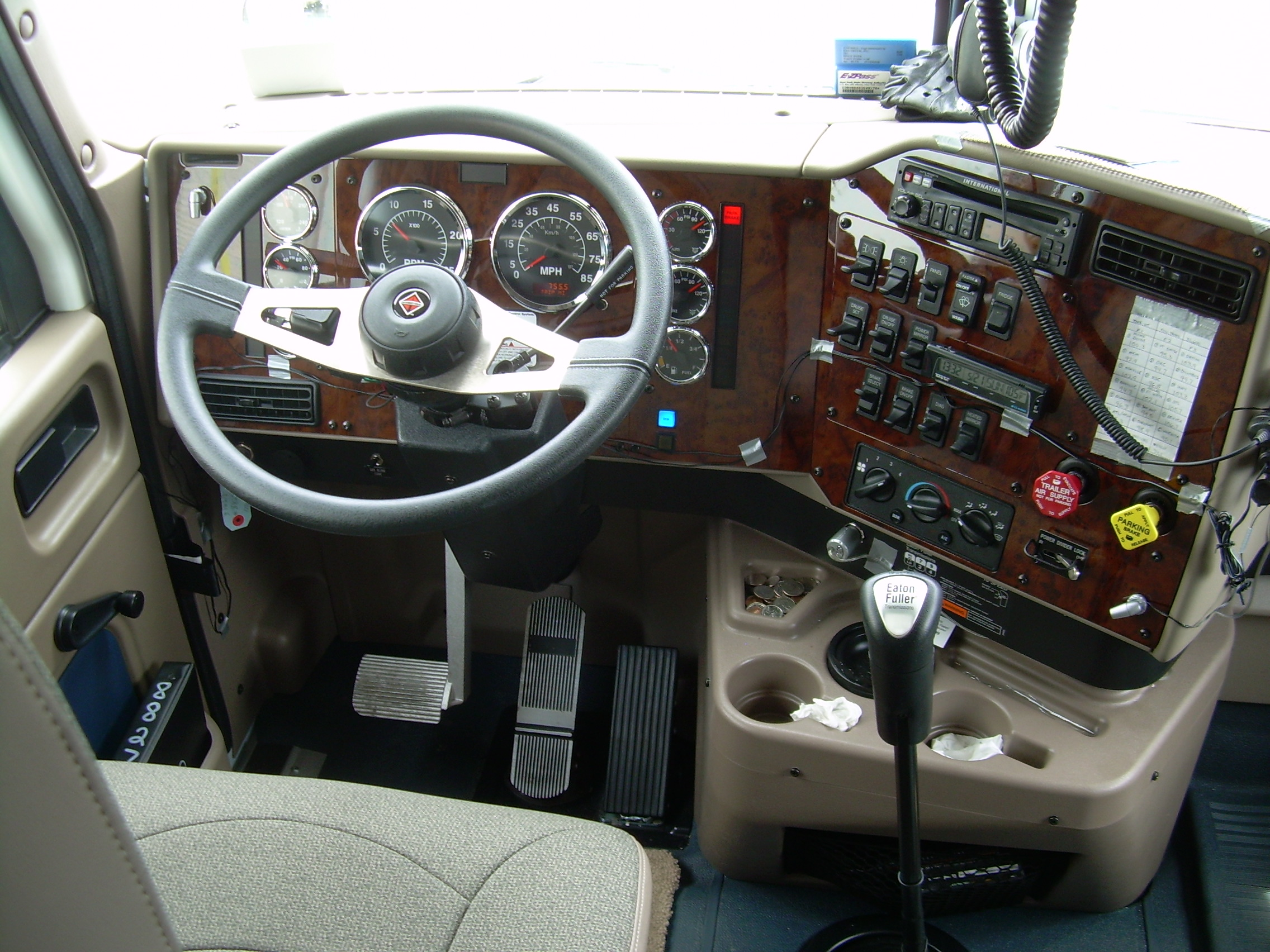
Navistar-International
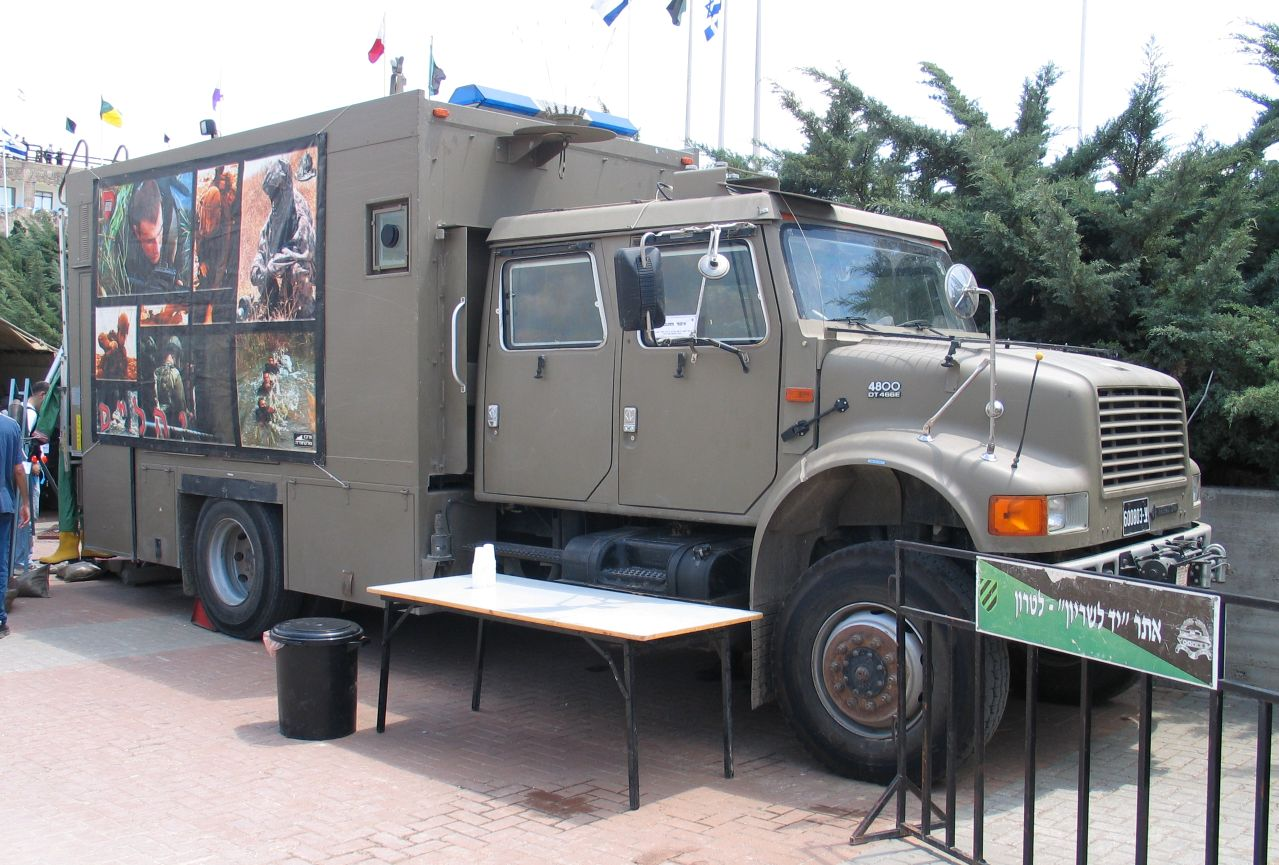
International 4800
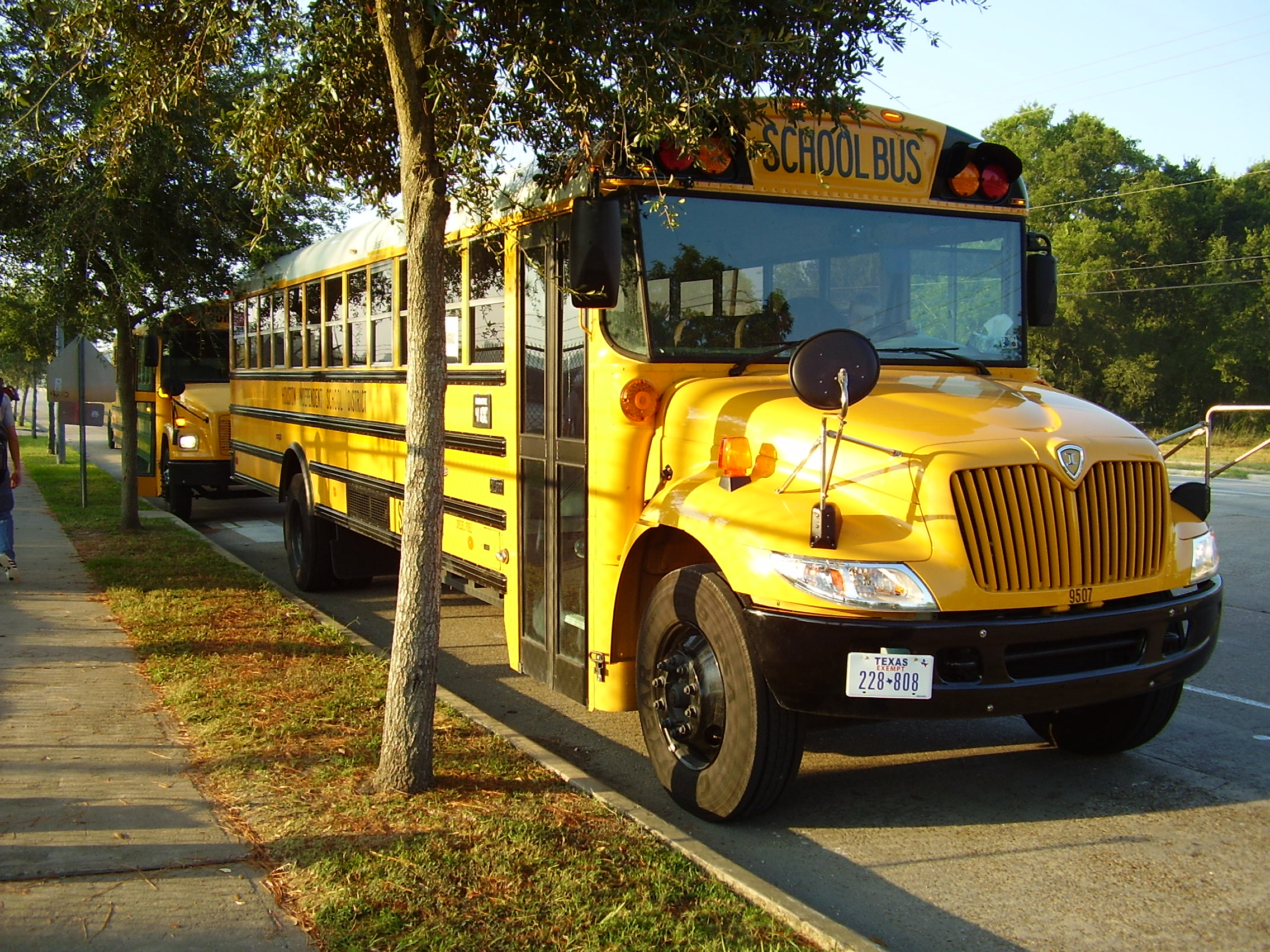
CE300 (IC Corporation)